# Esperando la lluvia
Esperando la lluvia (en hangul: 비와 당신의 이야기; RR: Biwa Dangshinui Yiyagi; título internacional: Waiting for Rain) es una película surcoreana de 2021 dirigida por Jo Jin-mo con guion de Yoo Seong-hyub, y protagonizada por Kang Ha-neul y Chun Woo-hee. Es una historia de amor entre un hombre y una mujer que han anhelado cada uno al otro por largo tiempo, pero que a causa de diversas circunstancias no habían podido encontrarse. La película se estrenó en Corea del Sur el 28 de abril de 2021, en Estados Unidos el 30 de abril de 2021, y en Taiwán el 7 de mayo del mismo año.

## Sinopsis
Esperando la lluvia sigue la historia amorosa entre Young-ho (Kang Ha-neul) y So-hee (Chun Woo-hee). Ambientada en 2003, la película cuenta la historia de Young-ho, un estudiante desmotivado que está estudiando para el examen de ingreso a la universidad por tercera vez. Un día, le envía una carta a su compañera de escuela primaria, So-yeon, para recuperar su entusiasmo y pasión por la vida. En nombre de So-yeon, que está enferma, su hermana So-hee responde y los dos continúan intercambiando cartas mientras tratan de arreglar sus vidas. Los dos acuerdan conocerse en persona si llueve el 31 de diciembre.

## Reparto
- Kang Ha-neul como Park Young-ho, un joven estudiante que se ha tomado su segundo año sabático, y que le envía una carta a su primer amor, So-yeon, después de recordarla.[8]
- Chun Woo-hee como Gong So-hee, una mujer que recibe la carta en lugar de su hermana mayor So-yeon, que está enferma, y le envía a Young-ho una respuesta con algunas reglas para continuar la correspondencia.[9][10]
- Lee Seol como Gong So-yeon, hermana de So-hee.
- Kang Young-seok como el Ratón de biblioteca.
- Lim Ju-hwan como Park Young-hwan, hermano mayor de Young-ho.
- Lee Yang-hee como padre de Young-ho.
- Lee Hang-na como madre de So-hee.
- Kang So-ra como Soo-jin (aparición especial).[11]
- Woo Jung-won como una profesora.[12]
- Park Se-hyun como chica de secundaria 1.

## Producción
El 12 de diciembre de 2019 se anunció que Kang Ha-neul y Chun Woo-hee recibieron una oferta para aparecer en la película y ambos aceptaron.
El rodaje comenzó en marzo de 2020, en medio de estrictas medidas para prevenir contagios por covid-19, y se completó en julio del mismo año.
La película supone el regreso al cine después de cuatro años para el actor Kang Ha-neul, período durante el que ha hecho su servicio militar. Kang Ha-neul y Kang So-ra se reencuentran como compañeros de reparto tras la serie Misaeng (2014).

## Estreno
La película se estrenó en Corea del Sur el 28 de abril, en Estados Unidos el 30 de abril y en Taiwán el 7 de mayo de 2021.

## Recepción
La película se estrenó el 28 de abril de 2021 en 952 pantallas. Alcanzó el primer lugar en la taquilla coreana el día de estreno, con 29 853 espectadores. Mantuvo su puesto número 1 en su primer fin de semana con una audiencia total de 122 261 espectadores del 30 de abril al 2 de mayo de 2021. El 10 de mayo, dos semanas después de su lanzamiento, ocupaba aún el segundo lugar en la taquilla y alcanzó la marca de 300 000 entradas vendidas, obteniendo una audiencia acumulada de 304 780 espectadores.
Para Song Kyung (Cine21), la película intenta revivir a través del intercambio epistolar el romance del pasado, cuando el paso del tiempo era más lento, y recuperar «la vaga sensibilidad que hemos perdido cuando el interés propio de la civilización intenta borrar y acortar el tiempo vacío», y adopta por ello un estilo anticuado. «Es una película ingenua (o con ganas de hacerlo) que es rara en estos días, tanto en el buen como en el mal sentido».